# Tournoi (Moyen Âge)
Pour les articles homonymes, voir Tournoi.

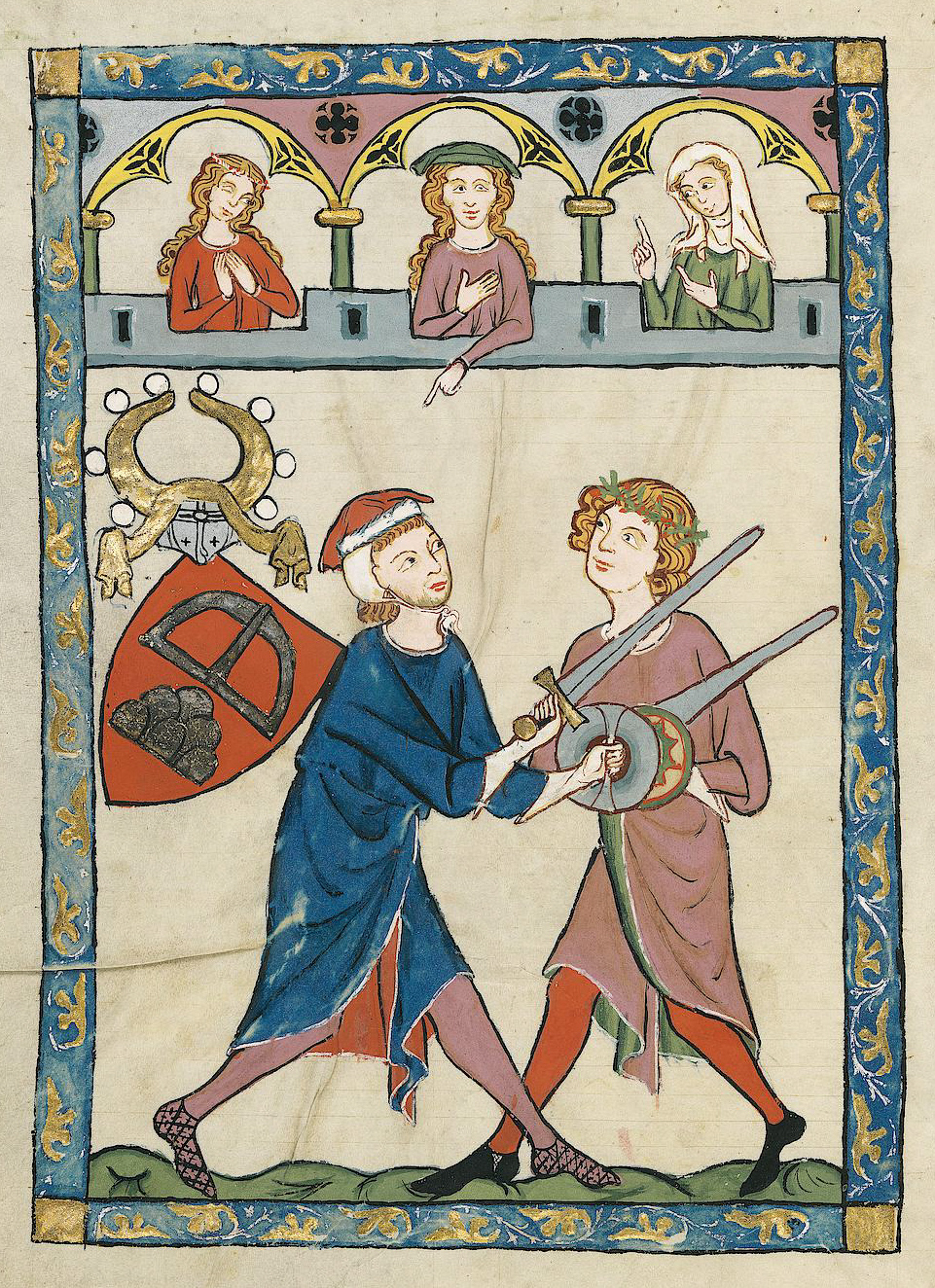
Duel à l’épée et au bocle (petit bouclier rond), (enluminure du Codex Manesse, 1320).

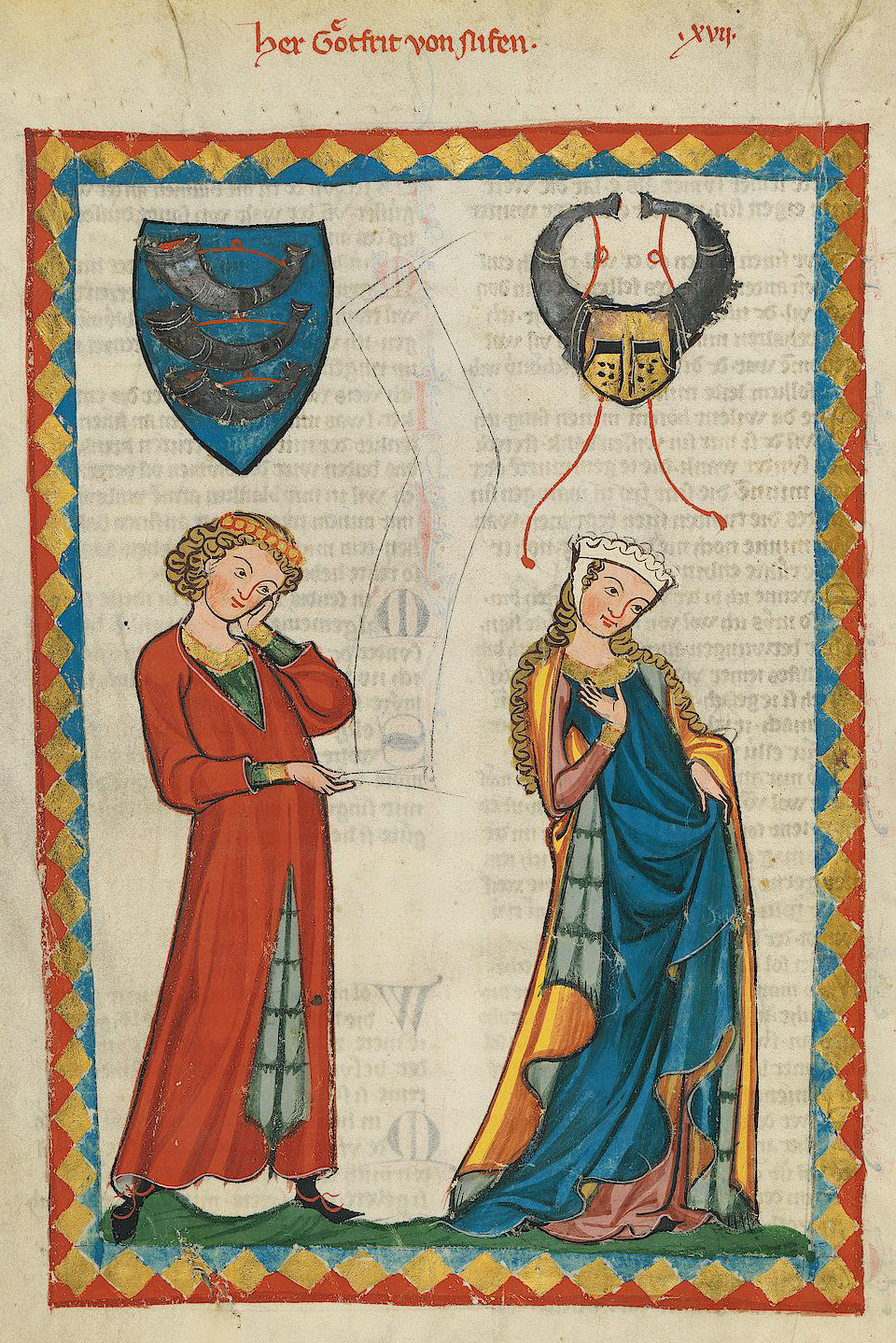
Amour courtois. Codex Manesse,, Cod. Pal. germe.848, fol. 32v, (Gottfried von Neifen, ménestrel germanophone né près d'Bad Urach).

Le tournoi regroupe un ensemble d'épreuves équestres ou pédestres au Moyen Âge et à la Renaissance.
Il est pratiqué en Occident entre les IXe et XVIe siècles. L’apogée des tournois se situe dans les années 1125-1225.
Les enjeux en sont parfois courtois (on se bat pour une belle ou sa couronne de fleurs), pour de l'argent et parfois aussi symboliques, mimant ceux d’un véritable duel ou d’une guerre en réduction. Outre l’entraînement militaire, il est l’occasion de faire preuve de sa valeur, et pour les meilleurs combattants de s’enrichir, grâce aux armes des chevaliers vaincus et aux rançons versées par les prisonniers.

## Étymologie
Le terme « tournoi » vient du verbe « tournoyer », lui même issu de « tourner », du latin tornare, « travailler au tour ». À l'origine, il était employé pour tout combat de chevalier à cheval, que ce soit lors d'une guerre ou lors d'un jeu. Il apparait clairement pour la première fois comme un combat d'apparat entre deux groupes de chevaliers rivaux en 1170 dans le roman Erec de Chrétien de Troyes. Dès lors le mot « tournoi » sera utilisé pour qualifier toute forme de jeu chevaleresque.

## Organisation

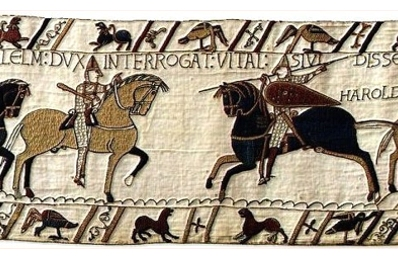
Le chevalier Vital (détail) sur la Tapisserie de Bayeux.

Au Moyen Âge, les tournois regroupent diverses épreuves. Lors d'un tournoi, il y avait des combats à pied, à l'arme individuelle, des prises de tours, des jeux d'adresse à cheval tels que la quintaine pour les écuyers et des mêlées à cheval avec des combats à la batte ou à l'épée neutralisée ; cette épreuve nommée behort était particulièrement spectaculaire, elle se déroulait le plus souvent dans un espace ouvert et dans des enclos au XVe siècle. Les chevaliers simulaient de véritables batailles rangées devant un public enthousiaste (y compris féminin).
Le terrain pouvait être situé sur les marches de deux principautés, mais également dans des landes entre deux villages, les terres cultivées et les habitations étant ainsi épargnées.
Le héraut d'arme à la trompette annonce les armoiries des chevaliers entrant dans la lice au pas. Le public revêtu de ses plus beaux atours guette ses champions dont certains accrochent à leur casque un long morceau de tissu précieux, manche amovible d'une robe fixée avec des boutons de corail ou des lacets de couleur : les tournois sont l'alliance du code d'honneur de la chevalerie et de l'amour courtois. Les tournois jouent un rôle important dans la naissance des armoiries au XIIe siècle.

## Régions concernées

### En France

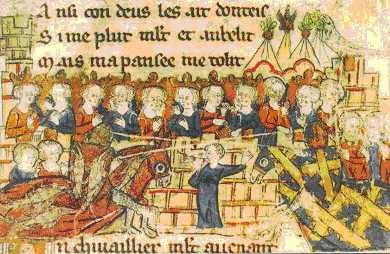
Miniature, Le Tournoi de Chauvency, vers 1285, manuscrit d'Oxford (Bibliothèque Bodléienne, MS. Douce 308), Folio 117r.

Le tournoi chevaleresque est un sport qui se joue en France, au nord de la Loire (zone des Francs), et jusqu’aux Flandres (c’est-à-dire dans le duché de Normandie, le Maine, le comté de Champagne, le Vermandois, duché de France). Ils sont apparus dans le Nord de la France vers 1100 avant de se répandre en Europe.
Les tournoyeurs viennent de ces régions, et des régions voisines : Bretagne, Anjou, Poitou, Bourgogne, comté de Flandre, comté de Hainaut, Angleterre. Quelques participants viennent de Basse-Lotharingie (actuels Pays-Bas), aucun du Midi de la France. Au commencement, le tournoi est pratiqué essentiellement par des chevaliers « jeunes », bacheliers (au sens médiéval), qui ont été adoubés mais ne possèdent pas encore de fief, qui participent. On recrute aussi des compagnies de soldats professionnels non nobles. Certains grands tournois rassemblent jusqu’à trois mille chevaliers, soit dix mille combattants (pour celui de Lagny, soit plus de personnes et de richesses rassemblées que pour la foire annuelle). Le tournoi de Chauvency-le-Château, immortalisé par Jacques Bretel, rassemblait plus de 500 chevaliers. Par la suite, (XVe siècle), les classes bourgeoises se mettent à jouter. Bien que plusieurs classes sociales pratiquent la joute, ils ne peuvent pas s'affronter entre eux.
Ils sont principalement organisés par les détenteurs des principautés territoriales (comtes et ducs), le plus souvent à la lisière de deux de ces principautés.

### En Angleterre
L'Angleterre privilégie les tournois dans 5 de ses principaux grands centres.

### Chez les Habsbourg

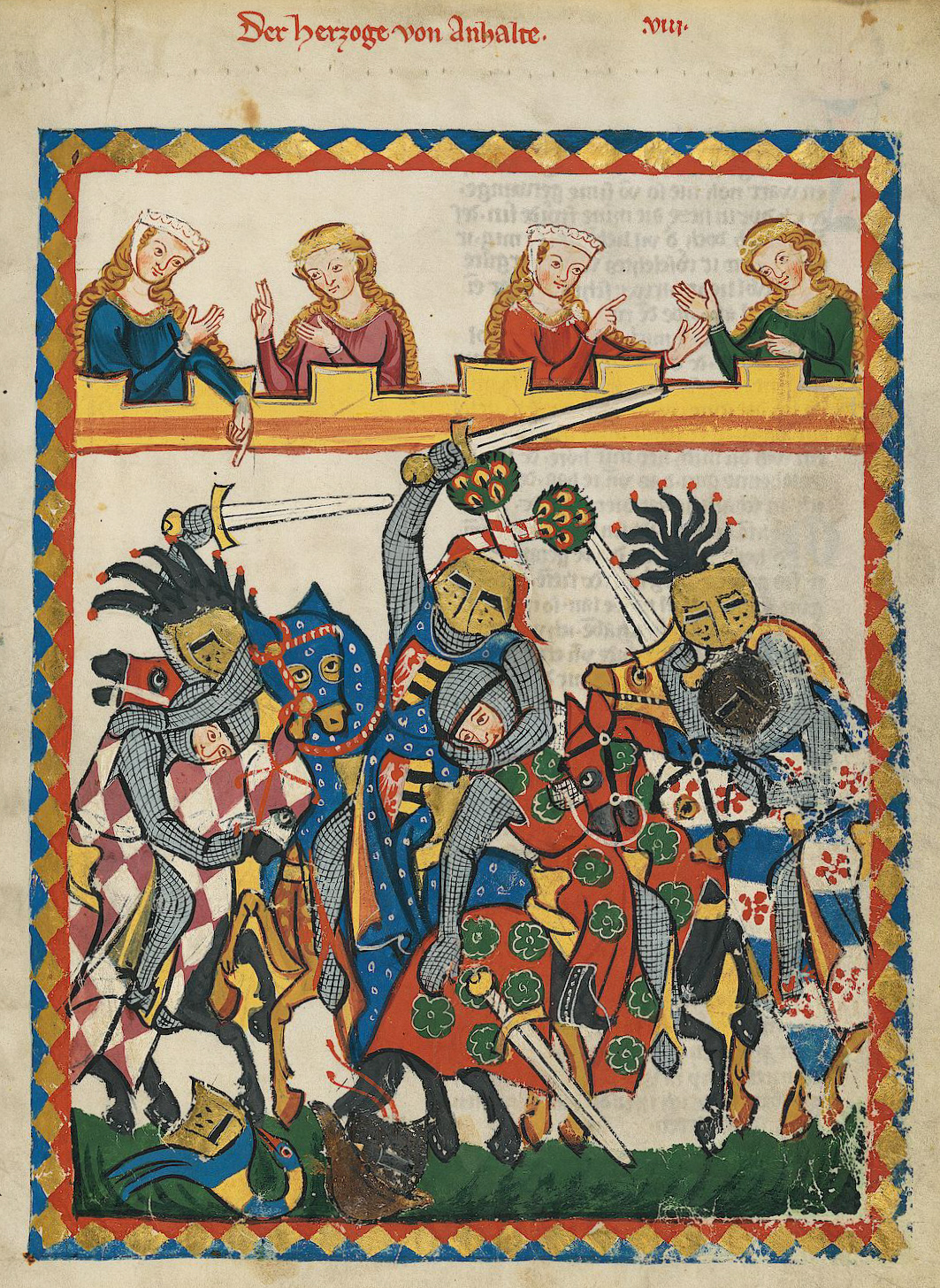
Codex Manesse, Université de Heidelberg Library, Cod. Pal. germ. 848, fol. 17r, "Duke of Anhalt", vers 1305/1315.

Le tournoi est aussi prisé dans le Saint-Empire romain germanique, bien qu'ils semblent y avoir été moins grands et moins fréquents qu'en France (au moins jusqu'au XIIe siècle). Ils y étaient considérés avant tout comme des actes politiques. Tous les grands évènements d'un règne, entrées, couronnements, visites d'Etat, mariages, baptêmes, étaient fêtés par des tournois, moyen pour le souverain de souligner son importance et d'augmenter son prestige. Les Habsbourg n'hésitaient pas à dépenser des sommes considérables pour en faire des spectacles grandioses permettant ainsi de réaffirmer l'ordre féodal de la société et d'assurer l'unité d'un Empire hétérogène composé de régions disséminées dans toute l'Europe. Les tournois y constituaient un élément majeur de la propagande impériale. L'empereur Maximilien 1er de Habsbourg et l'archiduc Ferdinand II du Tyrol, notamment, développèrent et firent évoluer les tournois dans les territoires qu'ils gouvernaient.
Les festivités qui se déroulèrent à Prague le 8 et 9 novembre 1558 en l'honneur de l'accession au trône impérial de Ferdinand 1er, virent l'apparition en Europe de l'Est d'une forme de tournoi à intrigue sous l'influence de la tradition bourguignonne et du tournoi de Binche de 1549. On y identifie des éléments que l'on retrouve dans les tournois ultérieurs, mais aussi dans les premiers opéras comme des feux d'artifice, des chevaliers en costumes imaginaires, des jeux entre les combats et un cadre mythologique qui donne un thème à l'ensemble du tournoi. Mais surtout, ce tournoi fut un outil de propagande. Jupiter y représentait l'empereur; les géants vaincus par ses éclairs figuraient les princes rebelles qui une décennie plus tôt s'étaient levés contre Charles Quint et Ferdinand, alors roi des Romains, et qui furent battus lors du combat de Mülberg en 1548. Ce tournoi était aussi un avertissement destiné à la noblesse de Bohême, toujours instable, de ne pas tenter quelque chose de semblable.

## L'Église et les tournois
Les participants aux tournois encourent un risque important de mort subite, d'autant que les accidents sont nombreux. Ainsi, l'Église décide de prendre des dispositions contre cette pratique. En 1130, au concile de Clermont, les tournois sont interdits et il est stipulé que tout guerrier mort dans le cadre d'un tournoi sera privé de sépulture ecclésiastique. Ces interdictions sont réaffirmées à l'occasion d'autre conciles : Reims en 1235, Latran II en 1139 et Latran III en 1179. 
Au XIIIe siècle, l'Église établit un lien entre la nécessité de croisade et l'interdiction des tournois, ce qui fait qu'une nouvelle interdiction est prononcée aux conciles de Latran IV et Lyon I. À partir de la seconde moitié de ce siècle, les pouvoirs royaux se consolident un peu partout dans l'Occident latin et prennent le relais des institutions ecclésiales pour condamner les tournois. Ainsi, Louis IX les condamne en 1260.

## Calendrier
Les tournois, substituts à la guerre, sont organisés en un véritable calendrier sportif tout au long de l’année, sauf en temps de guerre, et durant les carêmes précédant les grandes fêtes religieuses : Noël et Pâques, mais aussi la Toussaint et l’Ascension. La belle saison, qui limite la rouille aux armures de fer, est cependant privilégiée.
Le but est de réaliser des prouesses, pour l’honneur et la réputation, mais aussi de capturer son ennemi, ou son cheval, et ainsi de réaliser un gain, par la revente ou la rançon. Ce gain est généralement dilapidé dans les fêtes qui suivent le tournoi. Celui-ci rassemble ainsi, outre les combattants, nombre d’artisans, prêteurs, qui tous s’enrichissent.
Les chevaliers s’organisent en équipes régionales : Français (du duché de France) contre Normands, Angevins, etc. Ces équipes régionales s’allient parfois à plusieurs les unes contre les autres, selon les affinités : Français-Champenois contre Anglais-Normands, reproduisant les luttes politiques réelles.

## Déroulement
Les chevaliers arrivent souvent déjà organisés en équipes au tournoi, chacune menée par un grand seigneur. Ces équipes peuvent s’allier entre elles pour aboutir à une situation où seuls deux camps s’affrontent.
Avant le tournoi, les heaumes ornés de cimiers sont exposés sous les bannières des participants, dans un cloître.
Sur le terrain, des recès sont choisis par convention avant le début du tournoi : tout groupe de combattants peut s‘y réfugier pour s’y reformer, comme au cours d’une véritable bataille, les chevaliers se replient à l’arrière pour reprendre leur souffle ou faire redresser un casque.
Plusieurs épreuves ont lieu : commençailles (combats qui ouvrent les joutes, réservés aux débutants, les bacheliers), passes d'armes, béhourds, courses de planchon, tables rondes, emprises d'armes, épinettes, versions populaires de joutes avec mules et bâtons.
René d'Anjou, à la suite d'un tournoi donné à Bruges en 1393, entre Jean IV van der Aa dit Jean de Bruges, seigneur de Gruuthuse et Gérard de Ghistelles, seigneur de Wasquehal, compose pour Louis de Bruges, fils de Jean IV van der Aa, un traité sur les tournois intitulé Traité de la forme et devis comme on peut faire les tournois, avec des illustrations de Barthélemy d'Eyck, dans lequel il réunit, les lois, règlements, usages, cérémonies et détails observés dans ces exercices.
Au XVe siècle, le tournoi est donc devenu un sport organisé basé sur le traité de René d'Anjou. Il pouvait prendre trois formes principales : le combat à deux avec des chevaux, le tournoi libre ou tournoi au sens strict du terme, et le tournoi à pied. Le tournoi à deux peut s'opérer sous forme de piquer, de joute ou de course.

## Repères chronologiques

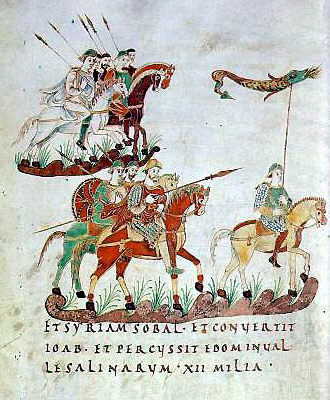
Cavalerie franque. Psalterium Aureum, Bibliothèque de l'abbaye de Saint-Gall.

Jusqu'au milieu du IXe siècle rien à ce jour n'indique que les tournois existent déjà.

### IXesiècle
- 842 : première mention d'un jeu qui s'apparente au tournoi[20].

### Xesiècle
- 944 : Tournoi à Goettingue[21].
- 1000 (mars) : à l’occasion de la Pâques, un grand tournoi rassemble la fine fleur de la chevalerie champenoise à Troyes. Nombreux morts et blessés[22].

### XIesiècle
Les tournois deviennent courants dans tout l'Occident (en actuelle France, Italie, Allemagne, Pays-Bas et Luxembourg, notamment).
- v.1066 : Geoffroy II de Preuilly (Martel) dresse des règles écrites aux tournois[21]. Un texte du chroniqueur anglo-normand Matthieu Paris (1189) attribua longtemps l'invention des tournois (conflictus Gallici) à Geoffroy de Preuilly[23], ce qui n'est pas le cas.
- 1096 Tournoi d'Anchin.

### XIIesiècle

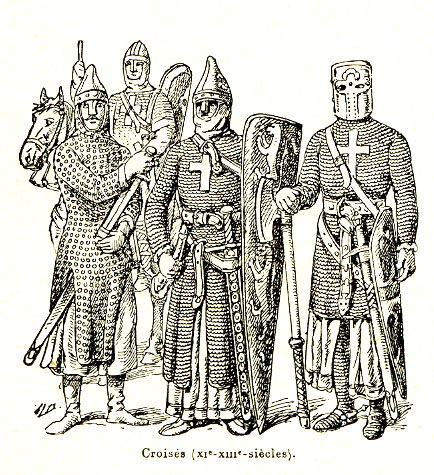
Image de croisés, (Larousse, 1922).

Grand essor du tournoi, avec la fin des guerres seigneuriales.
- 1130 : au concile de Clermont d’Auvergne, le pape Innocent II interdit énergiquement la pratique du tournoi. La chevalerie française ne tient aucun compte de cette interdiction.
- 1179 : au IIIe concile du Latran, le pape Alexandre III condamne la pratique du tournoi. Malgré la multiplication de ces interdits, le tournoi reste l’activité la plus prisée par les chevaliers qui peuvent y montrer leur force et leur endurance. La chevalerie française, qui collectionne les victoires en tournoi comme sur les champs de bataille ne conçoit pas de mettre un terme à cet « art de vivre »[réf. nécessaire].
- 19 août 1186 : le duc de Bretagne Geoffroy II Plantagenêt trouve la mort dans un tournoi à Paris[24].

### XIIIesiècle

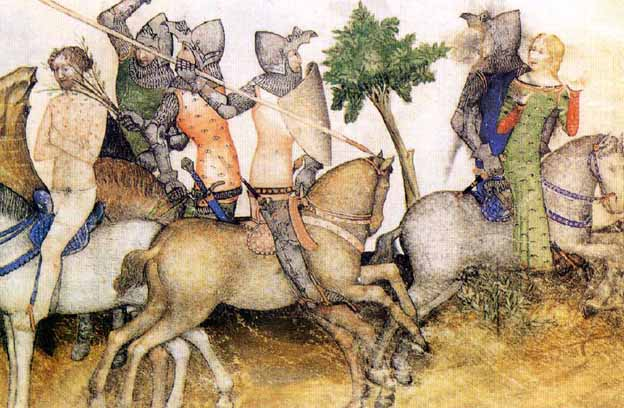
Le dilemme de Bohort – il choisit de sauver une jeune fille plutôt que son propre frère Lionel. Bibliothèque Nationale de France.

À partir de 1230 environ, le tournoi donne lieu à des mises en scène plus élaborées[réf. nécessaire].
- 1238 : l'Armorial de Bavière mentionne le tournoi de Compiègne en "février 1238" [mccxxxviii] mais la date indiquée est probablement erronée (comme de nombreuses armoiries seraient autrement anachroniques); peut-être la date de 1278 [mcclxxviii] est plus probable (les armoiries du roi de Sicile sont celles d'Anjou, pour Charles Ier, r. 1266-1285); le lion de Luxembourg pour « Henri de Luxembourg » serait alors en référence à Henri VI (1240-1288), père de l'empereur Henri VII.
- 1240 : soixante morts lors d’un tournoi à Neuss[25].
- Juin 1245 : le concile de Lyon condamne la pratique du tournoi[26].
- 1260 : le roi de France saint Louis interdit la pratique du tournoi[27].
- 27 mai 1269 : Tournoi de Cambrai, 55 chevaliers y participent, organisé pour le mariage de Jean Ier le Victorieux (1253 † 1294), duc de Brabant et de Limbourg et de Marguerite de France (1254 † 1271), fille du roi Saint Louis[28].
- v.1280, les armes courtoises (émoussées) remplacent les armes de guerre : le tournoi est progressivement remplacé par la joute, qui valorise les individualités et met en scène la parade des participants, notamment de haut rang[16].
- 1285 : le tournoi de Chauvency, offert par le comte de Chiny et décrit par Jacques Bretel, est le tournoi le mieux connu, à la fois en ce qui concerne les joutes équestres (plus de 15 décrites, avec présentation de blasons), la mêlée du tournoi et l’ambiance dans les tribunes ou pendant les soirées (chants et danses) durant toutes les festivités.

### XIVesiècle

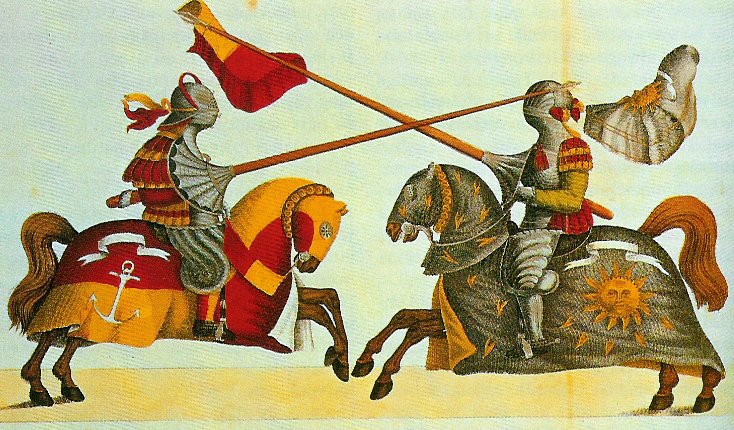
Gravure bavaroise d'un tournoi médiéval des années 1400.

- Mai 1304 : grand tournoi organisé sur l'isthme de Corinthe dit Tournoi de Corinthe par les princes d'Achaïe Philippe et Isabelle où se réunirent plus d'un millier de chevaliers des États latins, sorte de chant du cygne de la domination franque sur la Grèce[29].
- 1310 : L'armorial de Bavière mentionne le tournoi de Mons avec 191 blasons de participants.
- 1307-1327 : règne d’Édouard II, roi d’Angleterre, qui promulgue en 20 ans pas moins de 40 interdictions de tournois et de joutes.
- 1345, 19 janvier : Raoul Ier de Brienne, comte d'Eu et de Guînes, connétable de France, est tué d’un coup de lance dans le ventre reçu lors de joutes données à Paris à l’occasion des noces du fils cadet du roi, Philippe d'Orléans[30].
- 1381 : Tournoi de Vannes qui voit s'affronter cinq français contre cinq anglais.
- 1393 : Tournoi de Bruges, le 11 mars 1393, où se dispute un combat entre Jean IV van der Aa dit Jean de Bruges, seigneur de Gruuthuse et Gérard de Ghistelles, seigneur de Wasquehal[31]. Ce tournoi se dispute sur la grande place de Bruges, avec d'un côté les 49 chevaliers de Jean de Bruges et 48 du côté de Gérard de Ghistelles[32]. Le nom de Jean de Bruges est devenu célèbre dans la chevalerie, par ce tournoi qu’il donne à Bruges. À la suite de ce tournoi, René d'Anjou, composera pour Louis de Bruges, fils de Jean IV van der Aa, un traité sur les tournois intitulé Traité de la forme et devis comme on peut faire les tournois, avec des illustrations de Barthélemy d'Eyck, dans lequel il réunit, les lois, règlements, usages, cérémonies et détails observés dans ces exercices[18]. Ce fut sans doute pour en conserver le souvenir, que Bruges institue, à partir de 1417, les joutes ou tournois de la société dite de « l’Ours blanc », dont le chef, ou plutôt celui qui y remportait le prix de valeur et d’adresse, était pendant l’exercice de ses fonctions, qui durait un an, qualifié de “Forestier”, en mémoire des anciens gouverneurs de la Flandre, que les rois de France, avaient revêtus de ce titre.
- 1394 : se moquant ouvertement des interdits religieux, des chevaliers français s’affrontent en tournoi déguisés en clercs[réf. nécessaire].

### XVesiècle

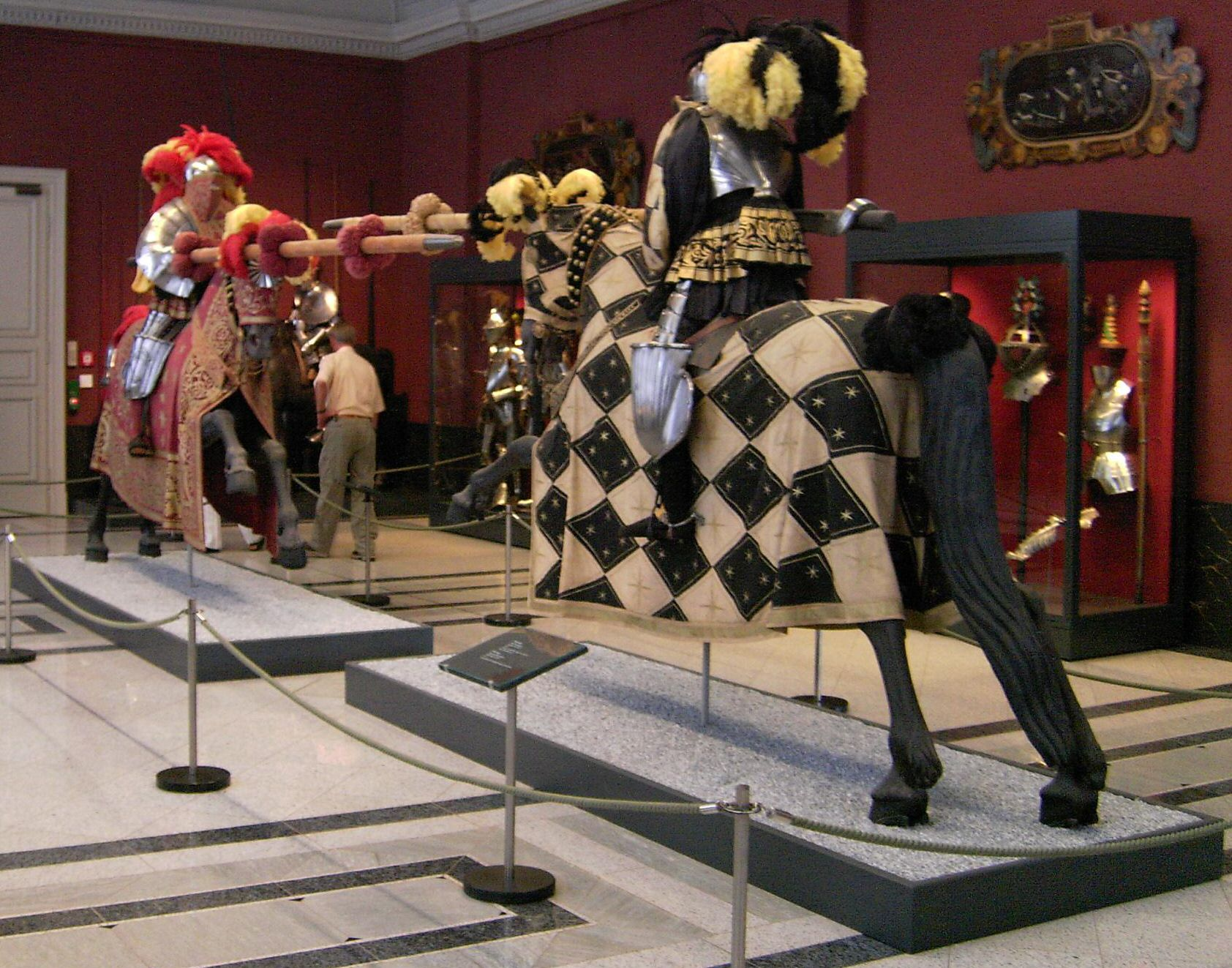
Armures et armes du XVIe siècle ou XVIIe siècle. Zwinger, Dresde.

- 1468 : Charles le Téméraire est contraint de menacer de mort les participants d’un tournoi pour qu’ils cessent la partie donnée en l’honneur de son mariage. Les amateurs de tournois, activité ultra-violente qui cadre mal avec l’air du temps, doivent désormais se contenter des joutes[33].
- 1470 : Gaston de Foix est blessé mortellement lors d'un tournoi organisé à Libourne en l'honneur de Charles de France, duc d'Aquitaine.

### XVIesiècle
- 1559 : le roi de France Henri II participe à un tournoi à Paris contre le comte de Montgomery. À la troisième passe, la lance de Montgomery, déviée par l'écu d'Henri pénétra sous la visière de son casque et lui traversa l'œil. Le roi agonisa 10 jours puis mourut. La reine Catherine de Médicis interdit alors tous les tournois et les joutes sur le sol français.

### Quelques tournois célèbres
- 842 : première mention d'un jeu qui s'apparente au tournoi[34].
- 944 : Tournoi à Goettingue[21].
- 1000 (mars) : à l’occasion de la Pâques, un grand tournoi rassemble la fine fleur de la chevalerie champenoise à Troyes. Nombreux morts et blessés[22].
- v.1066 : Geoffroy II de Preuilly (Martel) dresse des règles écrites aux tournois[21]. Un texte du chroniqueur anglo-normand Matthieu Paris (1189) attribua longtemps l'invention des tournois (conflictus Gallici) à Geoffroy de Preuilly[35], ce qui n'est pas le cas.
- 1096 Tournoi d'Anchin.
- 1130 : au concile de Clermont d’Auvergne, le pape Innocent II interdit énergiquement la pratique du tournoi. La chevalerie française ne tient aucun compte de cette interdiction.
- 1179 : au IIIe concile du Latran, le pape Alexandre III condamne la pratique du tournoi. Malgré la multiplication de ces interdits, le tournoi reste l’activité la plus prisée par les chevaliers qui peuvent y montrer leur force et leur endurance. La chevalerie française, qui collectionne les victoires en tournoi comme sur les champs de bataille ne conçoit pas de mettre un terme à cet « art de vivre »[réf. nécessaire].
- 19 août 1186 : le duc de Bretagne Geoffroy II Plantagenêt trouve la mort dans un tournoi à Paris[24].
- 19 juillet 1234: le comte de Hollande Florent IV, fut accidentellement tué dans une joute contre le prince Philippe-Hurepel, comte de Clermont à le tournoi de Corbie.
- 1240 : soixante morts lors d’un tournoi à Neuss[36].
- Juin 1245 : le concile de Lyon condamne la pratique du tournoi[37].
- 1260 : le roi de France saint Louis interdit la pratique du tournoi[38].
- 27 mai 1269 : Tournoi de Cambrai, 55 chevaliers y participent, organisé pour le mariage de Jean Ier le Victorieux (1253 † 1294), duc de Brabant et de Limbourg et de Marguerite de France (1254 † 1271), fille du roi Saint Louis[39].
- v.1280, les armes courtoises (émoussées) remplacent les armes de guerre : le tournoi est progressivement remplacé par la joute, qui valorise les individualités et met en scène la parade des participants, notamment de haut rang[16].
- 1285 : le Tournoi de Chauvency, offert par le comte de Chiny et décrit par Jacques Bretel, est le tournoi le mieux connu, à la fois en ce qui concerne les joutes équestres (plus de 15 décrites, avec présentation de blasons), la mêlée du tournoi et l’ambiance dans les tribunes ou pendant les soirées (chants et danses) durant toutes les festivités.
- Mai 1304 : grand tournoi organisé sur l'isthme de Corinthe dit Tournoi de Corinthe par les princes d'Achaïe Philippe et Isabelle où se réunirent plus d'un millier de chevaliers des États latins, sorte de chant du cygne de la domination franque sur la Grèce[29].
- 1307-1327 : règne d’Édouard II, roi d’Angleterre, qui promulgue en 20 ans pas moins de 40 interdictions de tournois et de joutes.
- 1345, 19 janvier : Raoul Ier de Brienne, comte d'Eu et de Guînes, connétable de France, est tué d’un coup de lance dans le ventre reçu lors de joutes données à Paris à l’occasion des noces du fils cadet du roi, Philippe d'Orléans[40].
- 1381 : Tournoi de Vannes qui voit s'affronter cinq Français contre cinq Anglais.
- 1393 : Tournoi de Bruges, qui voit s'affronter sur la grande place de Bruges, les 49 chevaliers de Jean de Bruges et les 48 chevaliers du côté de Gérard de Ghistelles[41],[42]. Le nom de Jean de Bruges est devenu célèbre dans la chevalerie, par ce tournoi qu’il donne à Bruges. À la suite de ce tournoi, René d'Anjou, composera un traité sur les tournois intitulé Traité de la forme et devis comme on peut faire les tournois, avec des illustrations de Barthélemy d'Eyck, dans lequel il réunit, les lois, règlements, usages, cérémonies et détails observés dans ces exercices et qui définira dès le XVe siècle, les règles des tournois[43]. Ce fut sans doute pour conserver le souvenir du tournoi de 1393, que Bruges institue, à partir de 1417, les joutes ou tournois de la société dite de l’Ours blanc, dont le chef, ou plutôt celui qui y remportait le prix de valeur et d’adresse, était pendant l’exercice de ses fonctions, qui durait un an, qualifié de “Forestier”, en mémoire des anciens gouverneurs de la Flandre, que les rois de France, avaient revêtus de ce titre.
- 1394 : se moquant ouvertement des interdits religieux, des chevaliers français s’affrontent en tournoi déguisés en clercs.
- 1468 : Charles le Téméraire est contraint de menacer de mort les participants d’un tournoi pour qu’ils cessent la partie donnée en l’honneur de son mariage. Les amateurs de tournois, activité ultra-violente qui cadre mal avec l’air du temps, doivent désormais se contenter des joutes[44].
- 1470 : Gaston de Foix est blessé mortellement lors d'un tournoi organisé à Libourne en l'honneur de Charles de France, duc d'Aquitaine.
- 1559 : le roi de France Henri II participe à un tournoi à Paris contre le comte de Montgommery. À la troisième passe, la lance de Montgomery, déviée par l'écu d'Henri pénétra sous la visière de son casque et lui traversa l'œil. Le roi agonisa 10 jours puis mourut. La reine Catherine de Médicis interdit alors tous les tournois et les joutes sur le sol français.

### Sources de l’article
- Georges Duby. Guillaume le Maréchal ou le meilleur chevalier du monde, chapitre IV, in Féodalité. Gallimard, 1996. Collection Quarto. p. 1114-1132. Première publication : 1984.
- Sébastien Nadot, Le spectacle des joutes. Sport et courtoisie à la fin du Moyen Âge, Presses Universitaires de Rennes, 2012, 396 p..
- Évelyne Van den Neste, Tournois, joutes, pas d'armes dans les villes de Flandre à la fin du Moyen Age (1300-1486), Droz, 1996 (lire en ligne)

#### BD
- Tournoi (Moyen Âge) - Vikidia, l'encyclopédie des 8-13 ans
- Rémi Chaurand, Christophe Nicolas et Bérangère Delaporte (Illustrations), L'apprenti chevalier, bonne chance pour le tournoi !, Nathan, coll. « Première lecture (6 ans et plus) », 2014, 32 p. (ISBN 978-2-09-253790-9)
- Madeleine Deny, Jérémie Fleury (Illustrations) et Sébastien Jazzy (Illustrations), Le tournoi de tous les dangers : Livre dont tu es le héros, Nathan, coll. « C'est toi le héros (8 ans et plus) », 2015, 64 p. (ISBN 978-2-09-255730-3)
- Abigail Wheatley et Marco Bonatti (Illustrations), Les chevaliers : Mes petites décalcomanies, Usborne, coll. « Mes petits décalcomanies Usborne (6-8 ans) », 2019, + 100 décalcomanies (ISBN 978-1-4749-6216-2)